# Qiyamah
În Islam, termenul Yawm al-Qiyāmah (Arabă: يوم القيامة adică „Ziua Învierii”) sau Yawm ad-Din (Arabă: يوم الدين „Ziua Judecății„) este considerat a fi evaluarea finală a omenirii de către Dumnezeu. Succesiunea de evenimente (potrivit credințelor cele mai frecvente) este anihilarea tuturor creaturilor, învierea corpului și judecata tuturor creaturilor. Momentul exact când vor avea loc aceste evenimente este necunoscut, însă se spune că vor fi semne majore și minore, care urmează să apară în apropierea momentului de Qiyamah (cu sensul de Sfârșitul lumii sau Sfârșitul vremurilor). Multe versete coranice, mai ales primele, sunt dominate de ideea apropierii zilei învierii.
Al-Qiyama este numele Surei 75 din Coran, al cărei subiect este învierea.  